# Toucanet à oreilles d'or
Selenidera spectabilis
Espèce
Statut de conservation UICN

 LC  : Préoccupation mineure
Le Toucanet à oreilles d'or (Selenidera spectabilis) est une espèce d'oiseau de la famille des Ramphastidae.
Son aire s'étend de l'est du Honduras à l'extrême nord de l'Équateur.